# موهان رنا
موهان رنا (بالهندية: mohan rana؛ بالإنجليزية: Mohan Rana) هو كاتب وشاعر هندي، ولد في 9 مارس 1964 في دلهي في الهند.